# باتن كايتوس: إيترنال وينغس أند ذا لوست أوزيان
باتن كايتوس: إيترنال وينغس أند ذا لوست أوزيان (بالإنجليزية: Baten Kaitos: Eternal Wings and the Lost Ocean)‏ و (باليابانية: バテン・カイトス 終わらない翼と失われた海) وتلفظ باتن كايتوسو أواراناي تسوباسا تو أوشيناواريتا أومي)) هي لعبة فيديو تقمص الأدوار تم إنتاجها في سنة 2003 وهي مطورة من قبل شركة تراي كيسيندو ومونوليث سوفت ومنشورة بواسطة شركة نامكو اليابانية لأجهزة نينتندو جيم كيوب.

## وصلات خارجية
- Official website (باليابانية)